# Astragalus lalandei
Astragalus lalandei är en ärtväxtart som beskrevs av Dieter Podlech. Astragalus lalandei ingår i släktet vedlar, och familjen ärtväxter. Inga underarter finns listade i Catalogue of Life.